# Mikhaïl Koultchitski
Mikhaïl Koultchitski, ou Mykhaylo Kulchytsky (en russe : Михаил Кульчицкий), est un poète ukrainien né le 22 août 1919 en Ukraine et mort le 19 janvier 1943 à Stalingrad, RSFSR (URSS).

## Biographie
Fils d'un ex-officier de la Garde impériale devenu après la Révolution de 1917 avocat, tout jeune il écrit ses premiers essais en russe et en ukrainien influencé par son père qui était aussi poète. Après avoir terminé ses études secondaires à Kharkov, il entra à la Faculté de Lettres.
En 1939, il poursuivit ses études à la Faculté de Lettres de Moscou où ses parents déménagèrent, et continua la publication de ses écrits au  journal Le Pionnier de Moscou. Selon Elsa Triolet « Il est étonnamment inventif, ainsi traduit-il Vladimir Maïakovski "en langue de Joukovski" et Vassili Joukovski "en langue de Maïakovski" ». Bien que n'étant pas « chevronné », il eut toujours autour de lui des adeptes et des disciples impressionnés par sa poésie. Boris Sloutski se réclamait de lui.
Puis ce fut la grande guerre patriotique. En 1942, son père fut capturé puis torturé à mort par les Nazis à Kharkov. Il entra à l'École Militaire d'où il partit pour le front où il fut tué pendant la bataille de Stalingrad en janvier 1943. Son dernier poème Le fin fond avait paru dans la revue Octobre.
D'après Elsa Triolet, « Ses vers, d'une grande virtuosité, contiennent des trouvailles verbales, des jeux de rimes, de consonances, des rythmes inédits, une pensée posée et pure, avec ce naturel qui est le propre des véritables novateurs ».

## Œuvres
Quelques titres de ses poèmes dont les dates n'ont pas été trouvées
- 194-
- Dreamer, visionnaire
- Maïakovski (La dernière nuit de l'État russe)
- Le fin fond traduit par Elsa Triolet dont des fragments se trouvent dans La poésie russe